# 沃登 (华盛顿州)
沃登（英文：Warden），是美国华盛顿州格兰特县下属的一座城市。根据 2000年美国人口普查，该市有人口2,544人。根据2010年美国人口普查，该市有人口2,692人。而2011年估计该市有2,758人。